# وكالة دفاع خاصة
وكالة الدفاع الخاصة مؤسسة نظرية توفر الحماية الشخصية وخدمات الدفاع العسكري للأفراد الذين يدفعون مقابل خدماتها. تدعم الرأسمالية الأناركية وكالات الدفاع الخاصة كطريقة لفرض نظام الملكية الخاصة.
تتميز وكالة الدفاع الخاصة عن المقاول الخاص الذي توظفه الدولة والذي عادةً ما يتلقى دعمًا حكوميًا. بدلاً من ذلك، تمول هذه الوكالات نظريًا في المقام الأول من خلال شركات التأمين والأمن المتنافسة.

## النظرية
كمؤيدين لأناركية السوق الحر، اقترح بنجامين تاكر وغوستاف دي موليناري أولاً وكالات الدفاع الخاصة. خضع المفهوم لاحقًا للتطوير والتوسيع من قبل الرأسماليين الأناركيين الذين يعتبرون الدولة غير شرعية، فاعتقدوا أن الحماية ضرورة يجب توفيرها أو تحديدها بشكل خاص من قبل الأفراد والشركات المتنافسة في السوق الحرة. نشر معهد ميزس كتاب مقالات بعنوان أسطورة الدفاع الوطني: مقالات حول نظرية وتاريخ الإنتاج الأمني. يتوسع كل من موراي روثبارد في كتابه نحو حرية جديدة: بيان الحركة الليبرتارية، وديفيد فريدمان في كتابه آلية الحرية، بشكل كبير في الفكرة. يعتقد كلاهما أن وكالة الدفاع الخاصة ستكون جزءًا من النظم المخصخصة للقانون والشرطة والمحاكم وشركات التأمين ووكالات التحكيم المسؤولة عن منع العدوان والتعامل معه. في هذه البيئة، ستصبح الجرائم بلا ضحايا و«الجرائم ضد الدولة» جدلية، وسيقتصر المجال القانوني على النزاعات التعاقدية والأضرار القانونية والسطو والتلوث وجميع أشكال العدوان الأخرى. يشبه هذا المفهوم القانون متعدد المراكز. في علم الاقتصاد، اقتصرت مناقشة المفهوم إلى حد كبير على المدرسة النمساوية، كما ذكر في مقال هانز هوبه «الإنتاج الخاص للدفاع» الذي نشره معهد ميزس.
وفقًا لهؤلاء المؤلفين، لوكالات الدفاع الخاصة دوافع مختلفة عن وكالات الدفاع الحالية التابعة للدولة: فهم يعتقدون أن نجاحهم يعتمد على جودة الخدمة التي تؤدي إلى قاعدة عملاء واسعة، بدلاً من «القدرة على استخراج الأموال باستغلال قوة القانون»، وأن العملاء والأسواق يفترضون بذلك أن وكالات الدفاع الخاصة تقلل من الميول الهجومية والسياسة العسكرية لتحقيق حماية تامة. يعتقد الرأسماليون الأناركيون أن مثل هذه الخصخصة واللامركزية للدفاع ستقضي على مصداقية الدولة والدعم الشعبي لها.
كشركة خاصة تقدم حماية فردية محددة، توفر وكالة الدفاع الخاصة نموذجًا لكيفية عمل دفاع خاص بالكامل في السوق الحرة. يقول جون فريدريك كوسانكي إن الحاجة إلى دفاع واسع النطاق تنقص إلى حدها الأدنى في تناسب عكسي مباشر مع مدى السيطرة المحلية من قبل الدولة. نظرًا لأن العدد الكبير من المالكين يجعل الاستسلام أكثر تكلفة للمعتدي مقارنةً بمنطقة استبدادية نسبيًا، يقل احتمال التعرض للهجوم. بالإضافة إلى ذلك، يعتقد أن كون الأفراد الذين يهتمون بشؤونهم الخاصة لا يشكلون تهديدًا كبيرًا للمناطق المجاورة، يتضاءل التبرير الرسمي أو الأيديولوجي من قبل هذه المناطق لمهاجمتهم بشكل متناسب.

### الافتقار إلى قوة احتكارية
يعتقد هانز هوبي أن هناك تناقضًا في معتقدات معظم الفلاسفة والاقتصاديين فيما يتعلق بالدفاع الوطني. وفقًا لحجته، هم يعتقدون عمومًا أن أي احتكار «سيء» للمستهلكين لأنه يحمي من دخول شركات محتملة جديدة إلى مجال إنتاجه، فيكون سعر منتجه س أعلى وجودته أقل. رغم ذلك، يرون في الوقت نفسه أن الأمن يجب أن يتحقق على يد الحكومة، وهو احتكار إقليمي للقانون والنظام (صانع القرار والمنفذ النهائي). يعتقد هوبي أن الافتراضين غير متوافقين بشكل واضح. في مقالته «إنتاج الأمن»، خلص موليناري إلى:
إذا كانت هناك حقيقة راسخة في الاقتصاد السياسي، فهي: أنه في جميع الأحوال، بالنسبة لجميع السلع التي توفر الاحتياجات الملموسة أو غير الملموسة للمستهلك، من مصلحة المستهلك أن تظل العمالة والتجارة حرة، لأن حرية العمالة وحرية التجارة أساسيتان لتخفيض الأسعار لأقصى حد ممكن وبشكل دائم. يجب على مصلحة المستهلك في أي سلعة مهما كانت أن تغلب دائمًا على مصلحة المنتج. الآن ولتحقيق هذه المبادئ، يصل المرء إلى هذا الاستنتاج الدقيق: يجب أن تظل عملية إنتاج الأمن، لصالح مستهلكي السلع غير الملموسة، خاضعة لقانون المنافسة الحرة. لهذا السبب: لا يحق لأي حكومة منع حكومة أخرى من الدخول في منافسة معها، أو مطالبة مستهلكي الأمن بالحضور إليها حصريًا من أجل هذه السلعة.
يقول تايلر كوين إن السماح لوكالات الدفاع الخاصة لن يمنع بالضرورة احتكار خدمات الدفاع، من خلال افتراض أن شبكة التعاون بين هذه الشركات قد تستخدم القوة والعنف لفرض هيمنة الكارتل على السوق. في إشارة إلى أن المدافعين عن وكالات الدفاع الخاصة يعتقدون عادةً أنه يمكن منع الانتهاكات من خلال وجود وكالات منافسة تعمل بموجب سلطة قرارات صادرة عن محكمين مفوضين باتفاقات تحكيم مشتركة بين الوكالات، يرى كوين أن «شبكة التحكيم تكون مستقرة فقط إذا كان بإمكانها استخدام القوة لإسقاط الوكالات الخارجة عن القانون التي لا تقبل قرارات التحكيم الأعلى مرتبة. يمكن لمثل هذه الشبكة أيضًا استخدام القوة لإسقاط الشركات التي لا تلتزم باتفاق التواطؤ».
يجادل الرأسماليون الأناركيون بأن مزودي الدفاع المتنافسين سيركزون على تحقيق تكنولوجيا الدفاع والأمن منخفضة التكلفة نسبيًا بدلاً من الأسلحة الهجومية المكلفة نسبيًا، بهدف الحد من الأقساط ورسوم خدمة. يمكن أيضًا الكشف عن القدرات الهجومية للشركة بسهولة من قبل منافسيها. في المقابل، تُمنح الجيوش التي ترعاها الدولة ميزة هجومية، مما يؤدي إلى ميل أكبر نسبيًا نحو الاحتكار.

### العدوان والانتهاكات من قبل وكالات الدفاع الخاصة
يقول راندال هولكومب إن «الشركات قد تفترس عملاء منافسيها، كما تفعل مجموعات المافيا المتنافسة، لتظهر لهؤلاء العملاء أن شركة الحماية الحالية التي يستخدمونها لا تفي بالغرض، ما يدفعهم إلى تبديل شركات الحماية. يمثل هذا الإجراء إستراتيجية لتعظيم الربح؛ وهكذا، قد لا تتمكن شركات الحماية التي لا تفترس عملاء الشركات الأخرى من الاستمرار في عملها». يذكر هولكومب أن المافيا توفر الحماية مقابل رسوم، لكنها تستخدم أيضًا مواردها للافتراس؛ فيمكن التوقع أن الشركات التي تحقق أقصى ربح قد توظفها للعب الأدوار المزدوجة المتمثلة في الحماية والافتراس. دحض كل من بيتر ليسون وإدوارد سترينغهام هذه الحجة بزعم أنه ما لم تكن الشركة أقوى من فريستها، قد تتكبد تكاليف ومخاطر كبيرة في محاولة انتزاع الثروة بالقوة. ويدعمان هذه الفكرة بذكر أن احتمال أن تلحق دولة صغيرة خسائر بدولة أكبر يفسر سبب كون المواجهات العنيفة بين الولايات أقل شيوعًا من المواجهات بين الأفراد في سنترال بارك بمدينة نيويورك. بعبارة أخرى، ليس حجم المجموعة المعنية هو المهم، لأنه في كلتا الحالتين، يُرجح أن يتعرض المعتدي إلى مخاطر غير مرغوب فيها كتضاؤل الموارد.